# لوله نوری

Light tubes

لوله‌های نوری یا میله‌های نوری ساختارهای فیزیکی به کار برده شده برای انتقال یا توزیع روشنایی طبیعی یا مصنوعی برای اهداف نور افشانی هستند و نمونه‌هایی از موج برهای نوری هستند. در کاربرد آن‌ها برای روشن کردن، همچنین آن‌ها اغلب وسیله‌های روشن کننده لوله‌ای، میله‌های آفتاب، بردهای آفتاب یا میله‌های روشنی نامیده می‌شوند. میله‌های نوری ممکن است به دو طبقه‌بندی وسیع تقسیم شوند: ساختارهای تو خالی که شامل چراغی با پوشش بازتابنده می‌شود و مواد جامد شفافی که حاوی چراغی با بازتاب داخلی کامل هستند.
به طور کلی، یک میله نوری یا لوله نوری ممکن است به موارد زیر اشاره کند:
یک لوله یا میله برای انتقال نور به مکان دیگری و به حداقل رساندن اتلاف نور
یک لوله یا میله شفاف برای توزیع نور بیش از طول آن، یا برای توزیع مساوی در امتداد کل طول یا برای نشت نوری کنترل شده.
هر دو دارای هدف روشنایی برای نمونه در معماری می‌باشند.

## انواع لوله‌های نوری

### میله‌های نوری IR / لوله‌های نوری IR
تنها تولیدکنندگان معینی می‌توانند میله‌های نوری مادون قرمز، موج برهای توخالی و هموژنایزرها را سفارشی طراحی کنند. این بدین دلیل است که لوله‌های پوشش دار یا روکش شده بازتابنده اشعهٔ مادون قرمز به مقدار زیادی جلا داده از لیزر طلا وجود دارند که می‌توانند به اندازه کافی ضخیم برای میسر ساختن این لوله‌ها اعمال شده در اتمسفرهای بسیار خورنده به کار برده شوند. لیزر سیاه می‌تواند برای بخش‌های معینی از میله‌های نوری برای جذب نور IR به کار برده شود. این برای محدود کردن نور IR فقط برای ناحیه‌های معینی از میله انجام می‌شود. در حالیکه اغلب میله‌های نوری با یک سطح مقطع گرد تولید می‌شوند، میله‌های نوری به این هندسه محدود نمی‌شوند. سطح‌های مقطعی مربعی و شش گوشه‌ای در کاربردهای مخصوصی استفاده می‌شوند. میله‌های شش گوشه‌ای به تولید نوع هموژنیزه‌ترین نور IR تمایل دارند. لوله‌ها نیاز به راسته بودن ندارند. خمیدگی‌ها در میله‌ها تأثیر کمی بر کارایی دارند.

### لوله نوری با مواد بازتابنده
لوله نوری با مواد بازتابنده به عنوان یک پنجرهٔ سقفی لوله‌ای یا وسیلهٔ روشن کنندهٔ لوله‌ای شناخته شده، این قدیمی‌ترین و گسترده‌ترین نوع میلهٔ نوری برای روشن کردن است. این مفهوم در اصل توسط مصری‌های باستان است. اولین سیستم‌های بازتابنده تجاری در دههٔ ۱۸۵۰ توسط پول امیل چاپوئیز (Paul Emile Chappuis) در لندن به ثبت رسانده شد و به بازار عرضه شد و شکل‌های متعددی از طراحی‌های آینهٔ زاویه دار به کار برده شد. بازتابنده‌های چاپوئیز تا زمانی که کارخانه در سال ۱۹۴۳ خراب شود در تولید مستمر بودند. این مفهوم در سال ۱۹۸۶ توسط Solatube International Australia مجدداً کشف شد و به ثبت رسید. این سیستم برای استفادهٔ گستردهٔ مسکونی و تجاری به بازار عرضه شده است. دیگر محصول‌های روشن کننده در بازار تحت نام‌های مختلف عمومی، مانند برد خورشید ،میلهٔ خورشیدی'، 'میلهٔ نوری، لولهٔ نوری و پنجرهٔ سقفی لوله‌ای وجود دارند.
یک لولهٔ پوشش دار با مواد بازتابنده به مقدار زیاد منجر به شعاع‌های نوری به داخل یک ساختمان می‌شود و از یک نقطهٔ ورودی قرار گرفته بر روی سقف آن یا یکی از دیوارهای بیرونی آن شروع می‌شود. یک لولهٔ نوری برای تصویر کردن در نظر گرفته نمی‌شود (در مقابل یک پریسکوپ، برای مثال)، بنابراین شکستگی‌های تصویر هیچ مشکلی به وجود نمی‌آورند و در بسیاری روش‌ها در نتیجهٔ احیای نور راستایی ترغیب می‌شوند. یک نقطهٔ ورودی معمولاً از یک گنبد (قبه) تشکیل می‌شود که نقش جمع‌آوری و بازتابنده به اندازه نور خورشید ممکن در لوله دارد. بسیاری از واحدها نیز «جمع‌کننده‌های» راستایی، «بازتابنده‌ها» یا حتی ابزارهای لنزهای فرسنل (Fresnel) دارند که در جمع‌آوری نور راستایی اضافی پایین لوله کمک می‌کنند.
ترکیبی که در آن برش لیزری پنل اکریلیک برای هدایت نور خورشید به یک میلهٔ آینه‌ای متمایل به افقی یا عمودی مرتب می‌شود، با یک سیستم پخش یکسان نور با یک ترتیب مثلثی از برش لیزری پنل‌ها ترکیب می‌شود که نور را در اتاق یکسان پخش می‌کند، در دانشگاه فناوری کوئینزلند در بریزبن (the Queensland Univeristy of Technology in Brisbane) گسترش داده شده است. در سال ۲۰۰۳، ورونیکا گارسیا هانزن (Veronica Garcia Hansen)، کن یانگ (Ken Yeang) و ایان ادموندز (Ian Edmonds) جایزه نوآوری نقد و بررسی اقتصادی شرق دور (the Far East Economic Review innovation Award) در برونز برای این پیشرفت دریافت کردند.
کارایی انتقال نور بزرگ‌ترین است اگر لوله کوتاه و راست باشد. در لوله‌های طویل تر، زاویه دار یا انعطاف‌پذیر، بخشی از شدت نور از دست می‌رود. به منظور به حداقل رساندن اتلاف‌ها، بازتاب زیاد از پوشش لوله ضروری است؛ تولیدکنندگان بازتاب‌های مواد خود را در محدودهٔ قابل مشاهده تا تقریباً ۹۹٫۵ درصد ادعا می‌کنند. در پایان نقطه (کاربرد نقطه)، یک منتشر کننده نور را در اتاق یکسان پخش می‌کند.
برای بهینه ساختن بیشتر کاربرد نور خورشیدی، یک چرخ آیینه‌ای (heliostat) می‌تواند نصب شود که مسیر حرکت خورشید را دنبال می‌کند، بنابراین هدایت نور خورشید در لوله نوری در تمام اوقات روز تا آنجا که به محدودیت‌های اطراف احتمالاً با آینه‌های اضافی یا دیگر عناصر بازتابنده امکان دهد، که بر مسیر نوری تأثیر می‌گذارد. یک چرخ آیینه‌ای می‌تواند برای ثبت نور ماه در شب تنظیم شود.

### فیبر نوری
فیبرهای نوری به خوبی به عنوان برد فیبری برای کاربردهای تصویر برداری و به عنوان هدایت گرهای نوری برای یک محدوده وسیع از کاربردهای غیر تصویر برداری شناخته می‌شوند. در زمینه دوم، آن‌ها همچنین می‌توانند برای روشن کردن استفاده شوند: یک سیستم نورپردازی خورشیدی بر اساس فیبرهای نوری پلاستیکی در پیشرفت در آزمایشگاه ملی (Oak Ridge National Laboratory) در سال ۲۰۰۴ بود؛ این سیستم در موزه آمریکایی علم و انرژی، تنسی ایالات متحده آمریکا (American Museum of Science and Energy, Tennessee, USA) در سال ۲۰۰۵ نصب شد و برای عرضه در بازار همان سال توسط کمپانی هدایت نور خورشید آورده شد. با این وجود، این سیستم در بازار در سال ۲۰۰۹ جمع شده است.
فیبرهای نوری همچنین در سیستم بجورک (Bjork) فروخته شده توسط نورپردازی خورشیدی استفاده می‌شوند. فیبرهای نوری در این سیستم از پلی متیل مت اکریلی ساخته می‌شوند و با مگولون (Megolon)، یک رزین ترموپلاستیک بدون هالوژن پوشانده می‌شوند. یک سیستم مانند این، با این وجود، کاملاً گران است.
یک سیستم مشابه، اما با استفاده از فیبرهای نوری شیشه‌ای قبلاً در ژاپن مورد مطالعه بوده است. معمولاً با در نظر گرفتن قطر کوچک فیبرها، یک ترکیب روشن کننده کافی نیازمند یک جمع‌کننده سهمی شکل برای دنبال کردن مسیر خورشید است و بر روی نور خود تمرکز می‌کند. فیبرهای نوری در نظر گرفته شده برای انتقال نور به منظور انتشار به اندازه نور ممکن در هسته لازم است؛ در مقابل، فیبرهای نوری در نظر گرفته شده برای توزیع نور به منظور انسداد بخشی از نشت نور از طریق روکش خود طراحی شده‌اند.

### هدایت گرهای نور توخالی شفاف
یک هدایت گر نوری بلوری در سال ۱۹۸۱ توسط لورن ویت هید (Lorne Whitehead)، یک پروفسور فیزیک در دانشگاه کلمبیا بریتانیایی گسترش داده شده است و در نورپردازی خورشیدی برای هر دوی انتقال و توزیع نور استفاده شده است. یک میله خورشیدی بزرگ بر اساس اصل مشابه در یک حیاط باریک از یک ساختمان ۱۴ طبقه‌ای یک شرکت قانونی واشینگتن دی. سی در سال ۲۰۰۱ تنظیم شده است و یک پیشنهاد مشابه برای لندن مطرح کرده است. یک سیستم دیگر در برلین نصب شده است.
شرکت 3M یک سیستم بر اساس فیلم نورپردازی نوری گسترش داده است و میله نوری 3M را گسترش داده است که یک هدایت گر نوری طراحی شده برای توزیع نور به طور یکسان بیش از طول خود است، با یک فیلم نازک ترکیبی منشورهای میکروسکوپی که در تماس با منابع نور مصنوعی مانند لامپ‌های گوگردی به بازار عرضه شده است. در مقایسه با یک فیبر نوری که یک هسته جامد دارد، یک هدایت گر نوری منشوری نور را از طریق هول هدایت می‌کند و بنابراین به عنوان هدایت گر نوری توخالی ارجاع داده می‌شود.
پروژه آرتلیو (ARTHELIO)، نسبتاً سرمایه‌گذاری شده توسط کمیسیون اروپایی، یک تحقیق در سال‌های ۱۹۹۸ تا ۲۰۰۰ در یک سیستم برای مخلوط کردن تطبیقی نور خورشیدی و مصنوعی بود و که شامل یک لامپ گوگردی، یک چرخ آینه‌ای و هدایت گرهای نوری توخالی برای انتقال و توزیع نور می‌شود. دیزنی در استفاده از چاپ سه بعدی به منظور پرینت کردن هدایت گرهای نوری داخلی برای اسباب بازی‌های روشن شده آزمایش کرده است.

### سیستم مبتنی بر فلورسانس
در یک سیستم گسترش یافته توسط فلورو سولار (Fluorosolar) دانشگاه فناوری سیدنی، دو لایهٔ پلیمری فلورسنت در یک پنل صاف، نور خورشید موج کوتاه بخصوص نور ماوراء بنفش، تولید کنندهٔ نور سبز و قرمز را به تریتیب ثبت می‌کند که در داخل یک ساختمان هدایت می‌شود. در اینجا، نور سبز و قرمز با نور آبی مصنوعی برای تولید نور سفید بدون اشعه مادون قرمز یا اشعه ماوراء بنفش مخلوط می‌شود. این سیستم که نور را بدون نیاز به بخش‌های متحرک مانند یک چرخ آینه‌ای یا یک جمع‌کننده سهمی شکل جمع می‌کند، برای انتقال نور به هر جایی در یک ساختمان در نظر گرفته می‌شود. توسط ثبت ماوراء بنفش، سیستم می‌تواند مخصوصاً بر روی روشنایی مؤثر باشد اما روزها سایه می‌اندازد؛ این از اشعه ماوراء بنفش کمتر کاهش می‌یابد توسط پوشش ابر نسبت به اجزای قابل رویت نور خورشید هستند.

## ۲ ویژگی‌ها و کاربردها

### سیستم‌های نورپردازی خورشیدی و هیبرید
لوله‌های نوری خورشید در مقایسه با پنجره‌های سقفی سنتی و دیگر پنجره‌ها ویژگی‌های بهتر عایق گرما و انعطاف‌پذیری بیشتر برای استفاده در اتاق‌های داخلی اما تماس بصری کمتری با پیرامون بیرون ارائه می‌دهد.
در زمینهٔ اختلال مؤثر فصلی، این ممکن است با ارزش باشد با توجه به این که یک نصب اضافی از لوله‌های نوری میزان تماس نور روزانه طبیعی را افزایش می‌دهد؛ بنابراین این می‌تواند احتمالاً به سلامتی ساکنین و کارکنان در حال اجتناب از بیش از اثرات نور کمک کند. در مقایسه با نورهای مصنوعی، لوله‌های نوری مزیت ارائه نور طبیعی و ذخیره انرژی دارند. نور انتقال داده شده در طول روز متفاوت است؛ بهتر است این مورد نظر نباشد، لوله‌های نوری می‌توانند با نور مصنوعی در یک ترکیب هیبرید ترکیب شوند.
منابع نور طبیعی به بازار عرضه می‌شوند که یک طیف شبیه به نور خورشید حداقل در محدوده طیف مرئی انسانی و همچنین به عنوان سوسو زدن کم دارند. طیف آن‌ها می‌تواند برای تغییر فعالانه مانند مشابه کردن تغییرات نور طبیعی در طول روز ساخته شوند. تولیدکنندگان و فروشندگان چنین منابع نوری ادعا می‌کنند که محصولات آن‌ها می‌توانند اثرات سلامتی یکسان یا مشابه‌ای مانند نور طبیعی فراهم کنند. هنگامی که به عنوان جایگزین برای میله‌های نور خورشیدی در نظر گرفته شده، چنین محصول‌هایی ممکن است هزینه‌های نصب کمتری داشته باشند اما انرژی در طول استفاده مصرف می‌کنند؛ بنابراین، آن‌ها ممکن است بی‌فایده تر از نظر منابع انرژی و هزینه‌های کل باشد.
بر اساس یک نکته عملی تر، لوله‌های نوری به سیم کشی‌ها یا عایق الکتریکی نیاز ندارند و بنابراین، به خصوص برای ناحیه‌های خیس داخلی مانند حمام‌ها و استخرها مفید هستند. از یک دیدگاه هنری تر، پیشرفت‌های اخیر، به خصوص آن‌هایی که مربوط به لوله‌های نوری شفاف، امکانات جذاب و جدیدی برای طراحی معماری فراهم می‌کند.

### برنامه‌های کاربردی امنیتی
با توجه به اندازه نسبتاً کوچک و خروجی نور زیاد از لوله‌های خورشیدی، آن‌ها یک برنامه کاربردی ایده‌آل برای شرایط هماهنگ شدهٔ امنیتی، از جمله زندان‌ها، سلول‌های پلیس و دیگر مکان‌ها که در آنها دسترسی محدود شده مورد نیاز است. وجود یک قطر باریک و تا حد زیادی توسط کوره‌های امنیتی داخلی تحت تأثیر قرار نگرفته، این روشنایی برای مناطق بدون فراهم کردن تماس‌های الکتریکی یا دسترسی به فرار و بدون امکان اشیایی برای عبور داده شدن به یک منطقه امن فراهم می‌کند.

## لوله‌های نوری در ابزارهای الکترونیک
لوله‌های نوری پلاستیکی شکل داده شده به طور عادی در صنعت الکترونیک برای هدایت روشنایی از LEDs بر روی یک تخته مدار برای نشانه‌ها یا دکمه‌های نمایشگر استفاده می‌شوند. این لوله‌های نوری به طور نمونه یک شکل بسیار پیچیده را می‌پذیرند که یا خمیدگی‌های انحنایی آهسته همانند در فیبر نوری استفاده می‌کند یا چین‌های منشوری تیزی دارند که منعکس کنندهٔ گوشه‌های زاویه دار خاموش هستند. لوله‌های نوری چندگانه اغلب از یک قطعهٔ واحد از پلاستیک شکل داده می‌شوند، جواز مونتاژ دستگاه آسان از لوله‌های بلند نوری نازک همه بخشی از یک تک جزئی سفت و سخت هستند که در محل پاره می‌شود.
نمایشگرهای لوله نوری باعث ارزان‌تر شدن الکترونیک برای تولید می‌شوند هنگامی که راه قدیمی برای نصب یک لامپ کوچک در یک پریز کوچک مستقیماً پشت نقطه برای روشن بودن، بهتر خواهد بود. این اغلب به کار دست گسترده برای راه‌اندازی و سیم کشی نیاز دارد. لوله‌های نوری تمام نورها را برای نصب بر روی یک تخته مدار صاف واحد میسر می‌کند اما روشنایی می‌تواند توسط چندین اینچ به تخته یا دور از تخته هدایت شود، هر جایی که این روشنایی لازم می‌شود.